# André Cordeiro
André Cordeiro (Belo Horizonte, 15 marzo 1974) è un ex nuotatore brasiliano.
Ha rappresentato il Brasile ai Giochi olimpici di Atlanta 1996, nella staffette 4x100 metri stile libero, dove ha concluso la gara al quarto posto. Ai mondiali in vasca corta di Rio de Janeiro 1995 ha vinto la medaglia d'oro nella staffetta 4x100m stile libero.

## Palmarès
- Mondiali in vasca corta

Rio de Janeiro 1995: oro nella staffetta 4x100m sl.;
- Giochi panamericani

Winnipeg 1999: oro nella staffetta 4x100m sl., argento nella staffetta 4x200m sl.